# Adrian van Hooydonk

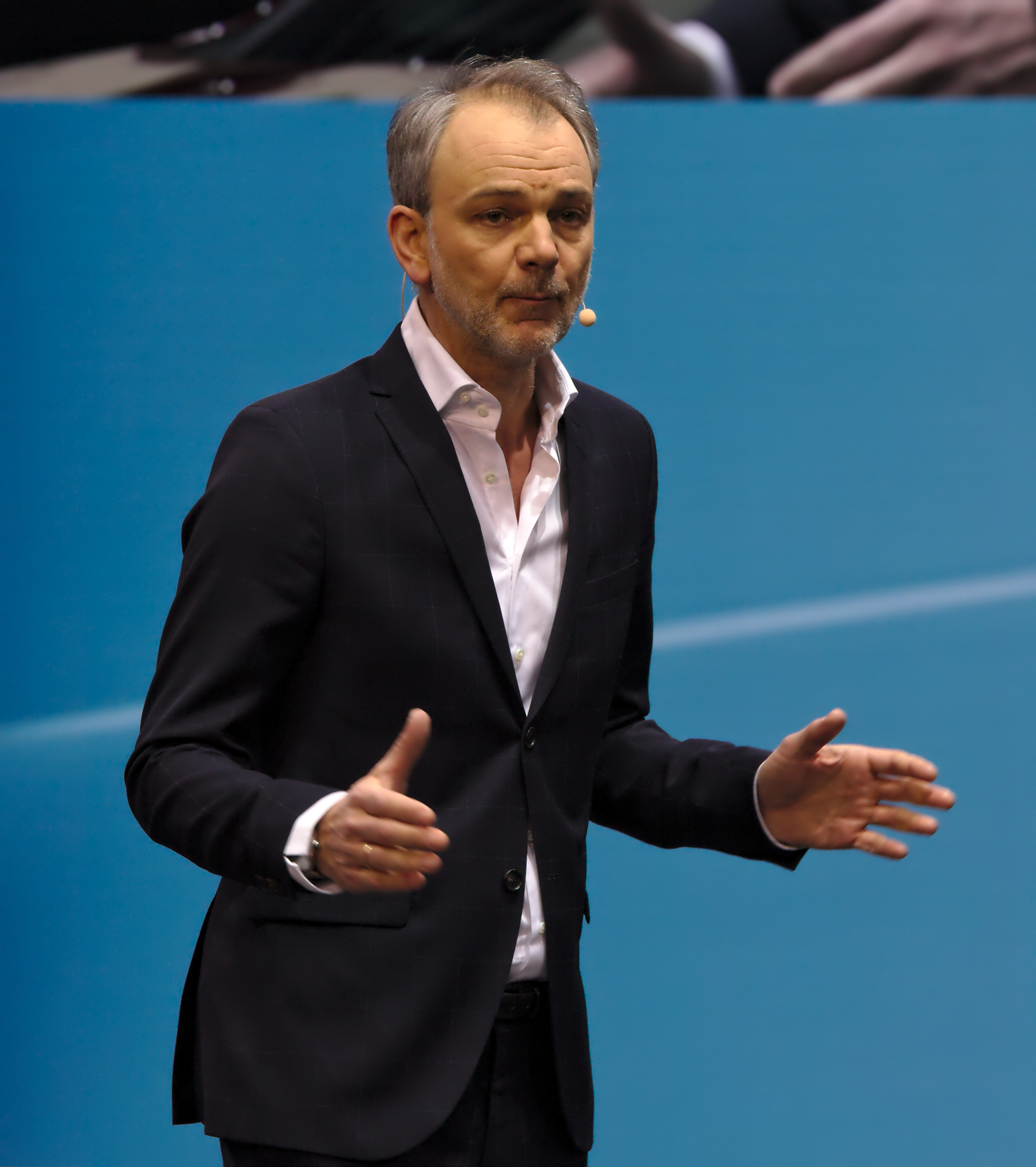
Adrian van Hooydonk auf dem Genfer Auto-Salon 2018

Adrian van Hooydonk (* 21. Juni 1964 in Echt) ist ein niederländischer Industrie- und Automobildesigner. Seit Februar 2009 leitet er das BMW Group Design.

## Vita
Adrian van Hooydonk studierte Industriedesign an der TU Delft in den Niederlanden und
spezialisierte sich am Art Center College of Design im Schweizer Vevey auf Transportation Design. Bevor er 2004 die Designabteilung BMW Automobile in München übernahm, war er bei Designworks, einer selbstständigen Tochter der BMW Group, in Newbury Park (USA) tätig – zuerst als Leiter Automotive Design, später als Präsident der internationalen Designagentur. In seiner aktuellen Funktion als Leiter BMW Group Design leitet van Hooydonk ein Designteam aus weltweit ca. 700 Personen und verantwortet die Entwicklung des Designs der Marken BMW, BMW i, BMW M, BMW-Motorrad, Rolls-Royce, Mini und Designworks.
Auf seinen Einsatz geht der Nachbau des verschollenen Konzeptfahrzeugs Garmisch von 1970 zurück, das im Mai 2019 vorgestellt wurde.

## Karriere

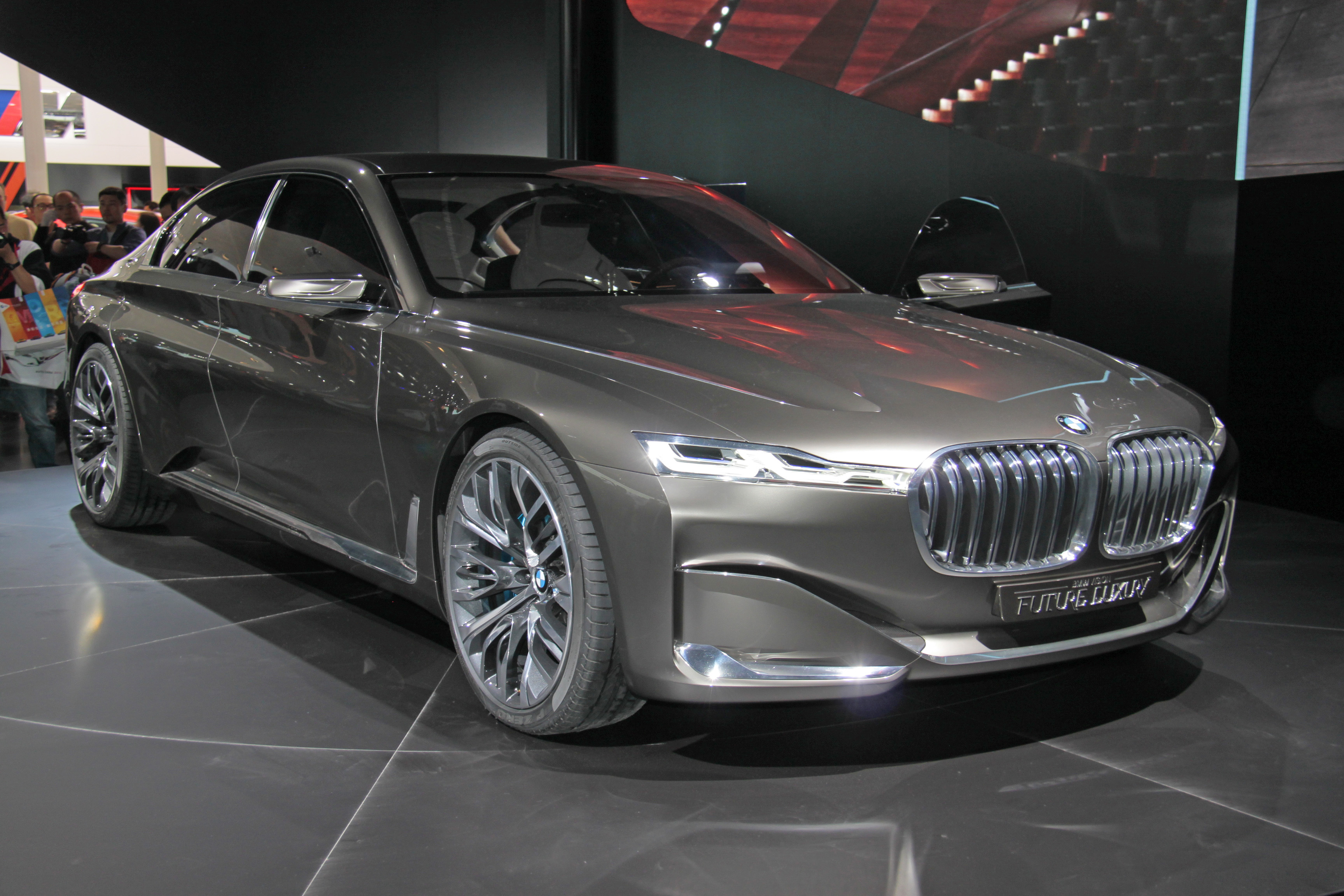
BMW Vision Future Luxury

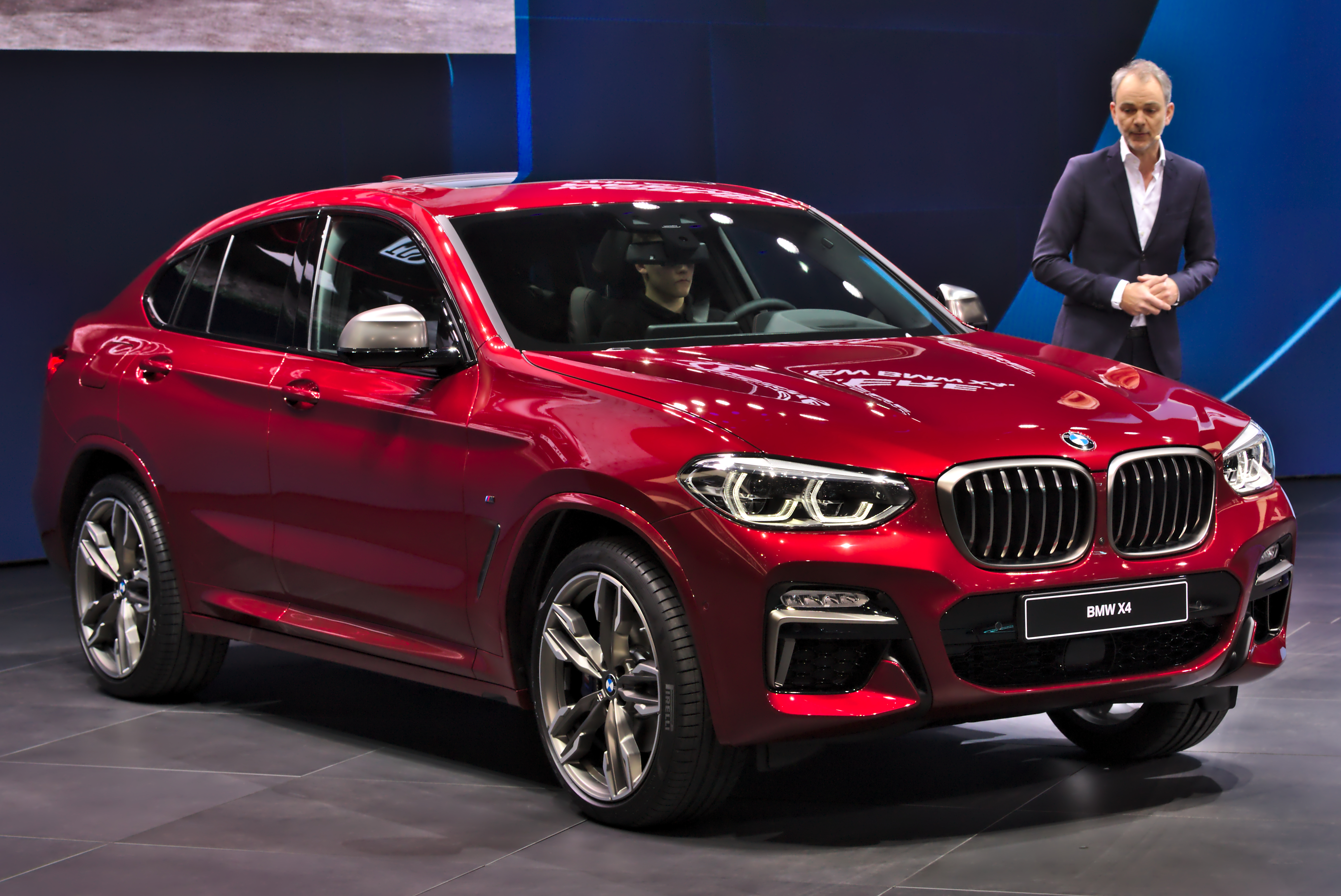
Hooydonk bei der Vorstellung des BMW X4, 2018

| 1992 | BMW AG, München; Automotive Exterior Designer                                      |
| 2000 | BMW Group Designworks USA, Newbury Park (USA); Leiter Automotive Design Department |
| 2001 | BMW Group Designworks, Newbury Park (USA); Präsident                               |
| 2004 | BMW AG, München; Leiter Design, BMW Cars                                           |
| 2009 | Leiter BMW Group Design                                                            |

## Fahrzeug-Designs
Adrian van Hooydonk war für das Design einer Vielzahl der BMW-Group-Modelle verantwortlich, z. B. BMW F01, BMW i3 und BMW i8, die X-Modellreihe, die sportlichen BMW-M-Modelle sowie Designstudien und Kooperationen:
- BMW 328 Hommage (2011)[2]
- Pininfarina Gran Lusso Coupé (2013)[3]
- BMW Vision Future Luxury (2014)[4]
- BMW 3.0 CSL Hommage R (2015)[5]
- BMW Vision Next 100 (2016)[6]